# Musée Mannerheim
Le musée Mannerheim (finnois : Mannerheim-museo) est un musée situé dans le quartier de  Kaivopuisto à Helsinki en Finlande.

## Description
Le bâtiment est construit en 1874 sur les plans de August Boman.
Le musée fondé à la mémoire du Maréchal Carl Gustaf Emil Mannerheim est installé dans une maison en bois habitée par le maréchal de 1924 à 1951.